# Восточно-Индийский хребет
Восто́чно-Инди́йский хребе́т — подводный хребет в Индийском океане.
Хребет протягивается на 5000 км почти вдоль меридиана 90° восточной долготы, между 10° северной и 34° южной широты. Хребет возвышается над ложем океана на 1000—2000 м. Глубины над хребтом составляют 2000—4000 м, наименьшая глубина — 549 м. На склонах хребта преобладают фораминиферовые и радиоляриевые илы.